# Ulisse Bandera
Ulisse Bandera (Bologna, 25 ottobre 1813 – Bologna, 17 agosto 1887) è stato un politico italiano.

## Biografia
Attivo patriota, partecipò alla campagna del 1848 e all'insurrezione del 12 giugno 1859. A Bologna ricoprì le cariche di consigliere comunale, assessore e prosindaco. I suoi documenti si trovano all'Archivio di Stato di Bologna e presso la Biblioteca comunale dell'Archiginnasio.